# Amt Michelstadt

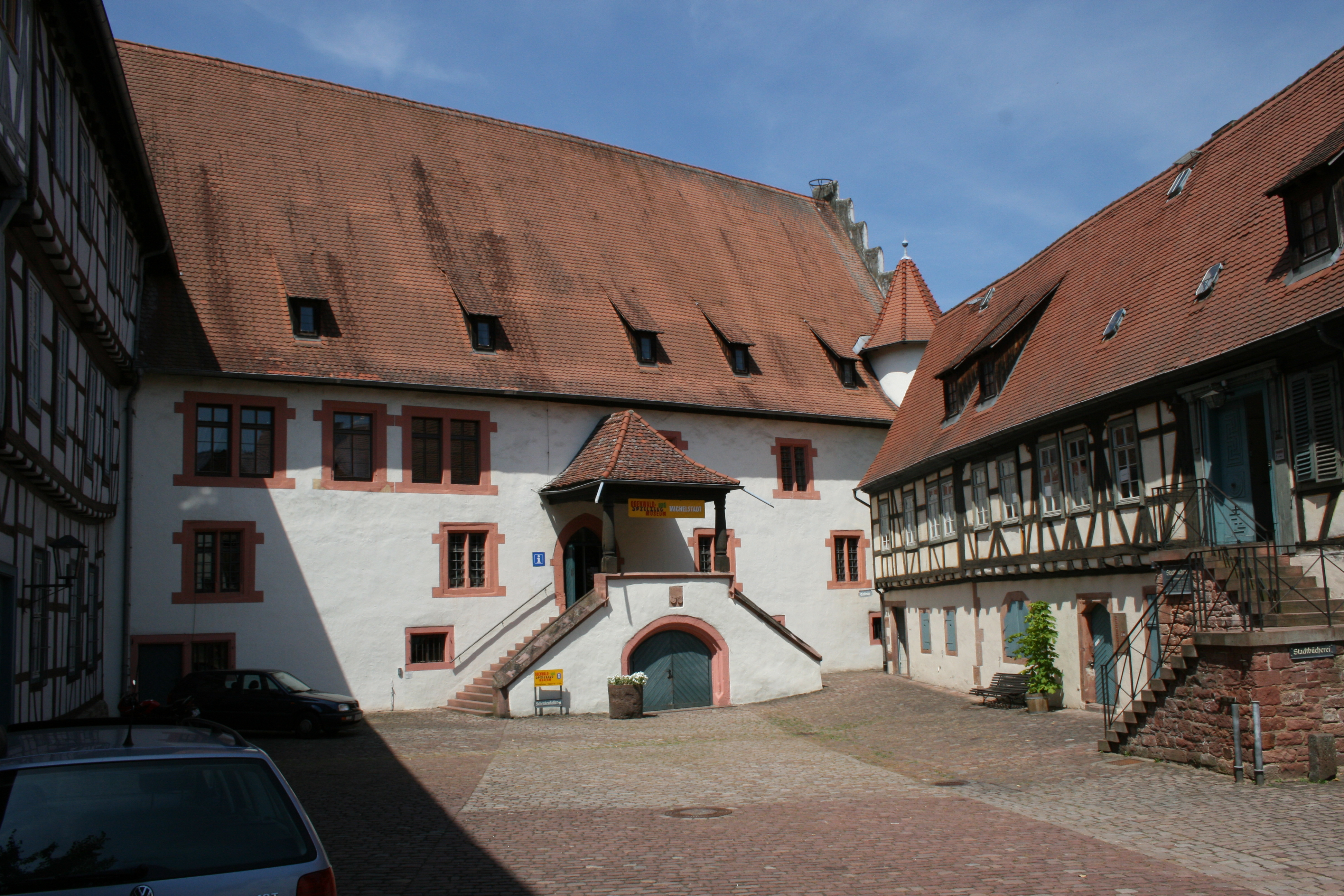
Blick in den Hof des Amtshauses der Burg Michelstadt: zentral der Speicherbau, links das südliche Hauptgebäude und rechts das ehemalige Amtsgebäude

Das Amt Michelstadt war ein Amt der Grafschaft Erbach und im Großherzogtum Hessen.

## Funktion
In der Frühen Neuzeit waren Ämter eine Ebene zwischen den Gemeinden und der Landesherrschaft. Die Funktionen von Verwaltung und Rechtsprechung waren hier nicht getrennt. Dem Amt stand ein Amtmann vor, der von der Landesherrschaft eingesetzt wurde. 

## Geschichte
Die Mark Michelstadt gelangte nach der 24. Februar 1232 erfolgten Übertragung des Klosters Lorsch an das Erzstift Mainz und den daraus entstandenen Auseinandersetzungen zwischen Mainz und der Kurpfalz als Inhaber der Vogtei an die Schenken von Erbach. Die Zent Michelstadt umfasste Michelstadt, Steinbach, Schloss Fürstenau, Asselbrunn, Stockheim, Bullau, Eulbach, Würzberg, Weiten-Gesäß, Momart, Zell, Rehbach, Langenbrombach, Steinbuch, Ober-Mossau und Unter-Mossau.
Bei der Teilung der Grafschaft 1718 gelangte das Amt Michelstadt in den Besitz der Grafen von Erbach-Fürstenau. Hier galt das Erbacher Recht und – subsidiär – das Gemeine Recht, wenn das Erbacher Recht für einen Sachverhalt keine Regelung bot. Diese Rechtslage wurde erst zum 1. Januar 1900 von dem einheitlich im ganzen Deutschen Reich geltenden Bürgerlichen Gesetzbuch abgelöst.
Mit der Rheinbundakte 1806 wurde die Grafschaft Erbach Teil des Großherzogtums Hessen und hier der Provinz Starkenburg. Der Graf von Erbach-Fürstenau übte jedoch weiterhin in dem von ihm zuvor regierten Gebiet Hoheitsrechte aus, das staatliche Gewaltmonopol war hier geteilt.
Ab 1821 kam es zu einer Justiz- und Verwaltungsreform, mit der auch die Trennung der Rechtsprechung von der Verwaltung auf unterer Ebene umgesetzt wurde. Die Ämter wurden aufgelöst, ihre Aufgaben hinsichtlich der Verwaltung neu gebildeten Landratsbezirken, die erstinstanzliche Rechtsprechung Landgerichten übertragen. In den „Souveränitätslanden“, in denen die Rechte der Standesherren dominierten, war das nicht ohne weiteres möglich. Hier schufen erst Vereinbarungen zwischen den adeligen Inhabern dieser Rechte und dem Staat die Grundlage für die Reform. Im Odenwald dominierten diesbezüglich die Grafen von Erbach. Ein entsprechendes Abkommen kam 1822 zustande. Der Kompromiss beinhaltete, dass die Standesherren ihre Rechte weiter ausübten, die Struktur, in der das geschah, aber der staatlichen angeglichen wurde. Daraufhin wurden der Großherzoglich Hessische Gräflich Erbach Erbach und Gräflich Erbach Fürstenauische Landraths-Bezirk Erbach und die Landgerichte Beerfelden und Michelstadt eingerichtet. Auch das Amt Michelstadt wurde damit aufgelöst. Seine Verwaltungsaufgaben übernahm der Landratsbezirk Erbach, die Aufgaben der Rechtsprechung das Landgericht Michelstadt.

## Umfang
Zu dem Amt Michelstadt gehörten 1822 die Ortschaften
- Bullau
- Eutergrund
- Stadt Michelstadt
- Stockheim

## Amtssitz
Der Sitz des Amtmanns war im Amtshaus der Burg Michelstadt.

## Amtmänner
- Georg Kugelmann[6]
- Johann Georg Kugelmann[7]
- Michael Scherffer von Scherffenstein (bis 1614)[8]
- Otto von Erlenbach (2. Hälfte 15. Jahrhundert)[9]
- Georg Heinrich Bogen (ab 1814)